# Ross Perot
Henry Ross Perot (narozen Henry Ray Perot; 27. červen 1930 Texarkana, Texas – 9. červenec 2019 Dallas, Texas) byl americký podnikatel, miliardář, filantrop a politik. Byl zakladatelem a generálním ředitelem firem Electronic Data Systems (EDS) a Perot Systems. Kandidoval v amerických prezidentských volbách 1992 jako nezávislý a v roce 1996 jako kandidát Reformní strany (angl. Reform Party), kterou sám založil. V obou prezidentských volbách dosáhl nejsilnějších výsledků, jakých kdy v prezidentských volbách dosáhl kandidát třetí strany či nezávislý, v historii Spojených států.
Narodil se a vyrůstal v Texarkaně, v Texasu. Po vojenské službě v americkém námořnictvu se stal prodejcem pro IBM. V roce 1962 založil Electronic Data Systems, společnost poskytující služby zpracování dat. V roce 1984 koupila společnost General Motors kontrolní balík akcií v jeho firmě za 2,4 miliardy dolarů. Rozčarován ze ztráty strategického vlivu na rozvoj své firmy založil v roce 1988 Perot firmu novou – Perot Systems. Stal se také start-up investorem firmy NeXT, kterou založil Steve Jobs poté, co odešel z Apple. Perot se také velmi zajímal o otázky válečných zajatců ve Vietnamu – tvrdil, že řada amerických vojáků byla oficiálně „zapomenuta“ ve vietnamských lágrech a snažil se je dostat zpět domů. Během prezidentského mandátu George H. W. Bushe se Perot začal ještě aktivněji zajímat o politiku a stal se silným odpůrcem války v Zálivu a odpůrcem ratifikace severoamerické obchodní dohody NAFTA.
V roce 1992 Perot oznámil záměr kandidovat na prezidenta Spojených států. Jeho volebními tématy byl vyrovnaný rozpočet, omezení úniku amerických pracovních míst do zahraničí a zavedení elektronické přímé demokracie. Podle Gallupova průzkumu veřejného mínění byl v červnu 1992 Ross Perot vedoucím kandidátem, před stávajícím prezidentem Bushem i před demokratickým kandidátem Billem Clintonem. Perot krátce svou kandidaturu přerušil v červenci 1992, ale obnovil ji v říjnu 1992, krátce poté, co se kvalifikoval na kandidátní listinu ve všech 50 státech USA. Jako svého viceprezidentského spolukandidáta představil admirála Jamese Stockdalea a zúčastnil se následně televizních debat s Georgem Bushem a Billem Clintonem. Ve volbách 1992 pak získal 18,9 % všech hlasů, ale žádné hlasy volitelů. Podporu ve volbách získal napříč celým ideologickým spektrem voličů, ale nejvíce bodoval u voličů středových. Perot znovu kandidoval v roce 1996, když před tím založil Reformní stranu jako prostředek pro hledání volební podpory mezi voliči. Ve volbách získal 8,4 % všech hlasů, jeho úspěšnějšími protivníky byli úřadující prezident Bill Clinton a kandidát Republikánů Bob Dole.
Po roce 1996 již Ross Perot nekandidoval. Ve volbách roku 2000 nakonec podpořil kandidáta Republikánské strany George W. Bushe proti Reformnímu kandidátovi Patu Buchananovi a ve volbách v letech 2008 a 2012 podporoval Republikána Mitta Romneyho. V roce 2009 odkoupila firmu Perot Systems společnost Dell za 3,9 miliardy dolarů. Podle časopisu Forbes byl v roce 2016 Perot 176. nejbohatší osobou v USA .
Ross Perot zemřel na leukémii 9. července 2019, necelé dva týdny po svých 89. narozeninách, v Dallasu (stát Texas). Jeho pohřbu se účastnilo více než 1300 hostů.